# Мињон (Алабама)
Мињон (енгл. Mignon) насељено је место без административног статуса у америчкој савезној држави Алабама.

## Демографија
По попису из 2010. године број становника је 1.284, што је 64 (-4,7%) становника мање него 2000. године.
| Група             | 2000.         | 2010.       |
| Белци             | 1.020 (75,7%) | 816 (63,6%) |
| Афроамериканци    | 298 (22,1%)   | 348 (27,1%) |
| Азијати           | 2 (0,1%)      | 6 (0,5%)    |
| Хиспаноамериканци | 7 (0,5%)      | 88 (6,9%)   |
| Укупно            | 1.348         | 1.284       |